# همسرایان (فیلم)
همسرایان یک فیلم کوتاه ایرانی به کارگردانی و نویسندگی عباس کیارستمی است که در سال ۱۳۶۱ منتشر شد. این فیلم محصول کانون پرورش فکری کودکان و نوجوانان و در شهر رشت ساخته شده است. این اثر بر اساس  طرحی از  محمد جواد کهنموئی می‌باشد.

## خلاصه فیلم
پیرمرد کم شنوایی که از سمعک استفاده می‌کند، صدای زنگ زدن نوه‌هایش را نمی‌شنود. دختربچه‌ها با همراهی هم کلاسی‌ها فریاد سر می‌دهند «بابا بزرگ در روباز کن» تا پدربزرگ متوجه می‌شود.